# パーフェクトプロポーズ
『パーフェクトプロポーズ』は、鶴亀まよによる日本の漫画。疲れ切ったサラリーマンを年下男子が料理で癒しながら落としていくボーイズラブ作品である。2023年10月現在、累計発行部数21万部を記録している。

## あらすじ
会社で上司のパワハラを受けて疲れ切っているサラリーマンの渡浩国は道端で倒れていたところで、昔世話をしていた深谷甲斐に声を掛けられた。住むところがないという甲斐を家に上げると、ゲイであるとカミングアウトを受ける。貞操の危機を感じながらも、居候していた飲食店の店主が退院するまで、という条件付きで、家に居ていいと宣言。併せて、料理を作ってもらうようになり、浩国は胃袋をつかまれ、甲斐に次第に惹かれていく。

## 登場人物
演の項目は配信ドラマのキャスト。
渡 浩国（わたり ひろくに）
演 - 金子隼也
27歳、ノンケ。会社で上司からパワハラを受けており、疲れ切っている。
深谷 甲斐（ふかや かい）
演 - 野村康太
21歳、ゲイ。定食屋で居候をしていたが、店主の入院後、その息子により締め出され、居住を失う。
金子（かねこ）
演 - 入江甚儀
プロジェクトのリーダー。自身がリーダーを務めていたプロジェクトが終わったのち、退社する。
坂本（さかもと）
演 - 林裕太
新入社員。渡がリーダーになったプロジェクトで仕事を任され過ぎて、出社しなくなる。
主任（しゅにん）
演 - 岩瀬亮
渡が勤める部署の主任。無理難題を押し付ける。
配信ドラマでは、名前は佐藤（さとう）。
男性社員
演 - 高橋璃央
同じプロジェクトのメンバー。
配信ドラマでは、名前は辰巳（たつみ）。
女性社員
演 - 木下彩音
同じプロジェクトのメンバー。腐女子。
配信ドラマでは、名前はひより。
ケンジ
演 - 北見敏之
甲斐が居候していた店の店主。
ケンジの息子
演 - 田中幸太朗
父のケンジと疎遠になっている。
配信ドラマでは、名前はコウジ。
小林（こばやし）
店の近所に暮らす高齢の女性。

## 書誌情報
- 鶴亀まよ『パーフェクトプロポーズ』海王社〈GUSH COMICS〉、2020年8月20日、ISBN 978-4-7964-1383-1

## テレビドラマ
2023年10月12日、FODにて実写ドラマ化されること、金子隼也・野村康太がW主演することが発表された。12月18日、追加キャストが発表された。2024年1月25日、フジテレビ本社のマルチシアターにて完成披露試写会があった。2月2日より配信がスタートし、2月4日24時58分から1話のみ地上波で放送された。

### キャスト
- 渡浩国 - 金子隼也
- 深谷甲斐 - 野村康太
- 金子 - 入江甚儀
- ひより - 木下彩音
- 辰巳 - 高橋璃央
- 坂本 - 林裕太
- コウジ - 田中幸太朗
- 佐藤主任 - 岩瀬亮
- ケンジ - 北見敏之

### スタッフ
- 原作 - 鶴亀まよ『パーフェクトプロポーズ』（海王社「GUSH COMICS」刊）
- 監督 - 宝来忠昭
- 脚本 - 宮本武史
- 音楽 - 加賀谷タッド
- 主題歌 - OCTPATH「Daydream」（YOSHIMOTO UNIVERSAL TUNES.）
- 挿入歌 - OCTPATH「Hello Tomorrow」（YOSHIMOTO UNIVERSAL TUNES.）
- プロデューサー - 片山武志（カルチュア・エンタテインメント）、根本裕美（バップ）、鹿内植（フジテレビ）、大森慎司（ビーエスフジ）
- 制作プロダクション - FAB
- 製作 - 「パーフェクトプロポーズ」製作委員会

### 放送日程
| 話数  | 配信日         | 放送日                        | サブタイトル         |
| ----- | -------------- | ----------------------------- | -------------------- |
| 第1話 | 2024年02月02日 | 2024年02月05日 2024年04月08日 | おいしい同居生活     |
| 第2話 | 2024年02月02日 | 4月15日                       | 焼きそばと夏祭り     |
| 第3話 | 02月09日       | 4月22日                       | 初めての添い寝       |
| 第4話 | 02月16日       | 4月29日                       | 初恋と酔っぱらいの涙 |
| 第5話 | 02月23日       | 5月06日                       | 二人のタイムリミット |
| 第6話 | 03月01日       | 5月13日                       | 日曜日、はじまりの朝 |

### ウェブサイト出典
1. ↑  “【フジテレビ】累計発行部数21万部を超える 鶴亀まよによる癒し系BLマンガを実写ドラマ化！ 金子隼也・野村康太がダブルでドラマ初主演！ ドラマ『パーフェクトプロポーズ』”. PR TIMES (2023年10月12日). 2023年10月13日時点のオリジナルよりアーカイブ。2024年2月10日閲覧。
2. 1 2 3 4 5  「金子隼也×野村康太「パーフェクトプロポーズ」に入江甚儀、木下彩音、高橋璃央ら出演」『』ナターシャ、2023年12月18日。オリジナルの2023年12月17日時点におけるアーカイブ。2024年2月10日閲覧。
3. ↑  “鶴亀まよのBLマンガ「パーフェクトプロポーズ」ドラマ化、金子隼也・野村康太がW主演”. 映画ナタリー.   ナターシャ (2023年10月12日). 2023年10月12日時点のオリジナルよりアーカイブ。2024年2月10日閲覧。
4. ↑  “金子隼也、“完璧”な野村康太のギャップにやられる「ひざの上にちょこん」”. 映画ナタリー.   ナターシャ (2024年1月25日). 2024年1月25日時点のオリジナルよりアーカイブ。2024年2月10日閲覧。
5. ↑  “【フジテレビ】子供の頃に将来を誓い合った２人の再会から始まる純愛スパイスラブストーリー　ドラマ『パーフェクトプロポーズ』１月25日（木）開催、完成披露試写会イベントレポート” (2024年1月26日). 2024年1月26日時点のオリジナルよりアーカイブ。2024年2月10日閲覧。
6. ↑  パーフェクトプロポーズ - FOD